# 冯庄乡 (通许县)
冯庄乡，是中华人民共和国河南省開封市通许县下辖的一个乡镇级行政单位。

## 行政区划
冯庄乡下辖以下地区：
冯庄村、陈庄村、马庄村、杨庄村、七里湾村、前山龙口村、后山龙口村、赵庄村、黎岗村、姚堂村、张庄村、小城村、西张庄村、唐岗村、梁墓岗村、东双沟村、大双沟村、小双沟村、张奇庄村、西水沃村、西城村、毛庄村和段庄村。